# Dina Faltings
Dina A. Faltings ist eine deutsche Ägyptologin.

## Leben und Leistungen
Dina Faltings begann 1978 an der Universität Hamburg im Hauptfach Ägyptologie bei Wolfgang Helck sowie in den Nebenfächern Ur- und Frühgeschichte sowie Hethitologie mit dem Studium. Schon in dieser Zeit nahm sie an ihrer ersten Ausgrabung in Ägypten, den Ibisgalerien von Tuna el-Gebel, teil. 1979 wechselte sie zu Jan Assmann an die Universität Heidelberg, nun in den Nebenfächern zunächst statt der Hethitologie Assyriologie, später Christliche Archäologie. 1979 war sie an der Ausgrabung der Terra-Sigillata-Manufaktur in Rheinzabern beteiligt, von 1979 bis 1981 beim von der Deutschen Forschungsgemeinschaft (DFG) geförderten Ramessidenprojektder Universität Heidelberg in Theben-West. Während dieser Zeit war sie bei der DFG als wissenschaftliche Hilfskraft zur Fund- und epigraphischen Aufnahme in den Gräbern sowie zur Umzeichnung der aufgenommenen Dekoration für die Publikationen des Ramessidenprojektes beschäftigt. Zudem war sie in dieser Zeit am von der DFG geförderten Projekt zur 18. Dynastie der Abteilung Kairo des Deutschen Archäologischen Instituts beteiligt. 1980 nahm sie an den Grabungen in  Benisalame zur Merimde-Kultur teil, von 1981 bis 1993 in verschiedenen Funktionen bei den Grabungen an der Roten Pyramide des Snofru in Dahschur, wofür sie auch als wissenschaftliche Hilfskraft zur Bearbeitung der Keramik angestellt war.
1987 erlangte sie ihren Magister-Grad. Daran schloss sich bis 1988 ein Volontariat am Roemer- und Pelizaeus-Museum in Hildesheim an. Die Promotion Faltings erfolgte 1993 in Heidelberg. Ihre Dissertation verfasste sie zum Thema Die Keramik der Lebensmittelproduktion im Alten Reich. Ikonographie und Archäologie eines Gebrauchsartikels. Nach der Promotion ging sie bis 1998 als Referentin an die Abteilung Kairo des Deutschen Archäologischen Instituts. Hier war sie Leiterin der vor- und frühgeschichtlichen Ausgrabungen von Buto (Tell el-Fara´in) im Nildelta. Zudem war sie Redakteurin der Schriftenreihen Studien zur Archäologie und Geschichte Altägyptens (SAGA) und Abhandlungen des DAI Kairo (ADAIK) des DAI Kairo und Fotoreferentin. Seit 1999 lehrt sie an der Universität Heidelberg und seit 2003 ist sie Kustodin der Sammlung des Ägyptologischen Instituts der Universität, und damit verantwortlich für eine der bedeutendsten Sammlungen ihrer Art in Deutschland.
Ein Schwerpunkt der Forschung Faltings ist die Wirtschaftsgeschichte des alten Ägypten, insbesondere der Landwirtschaft und der interkulturellen Beziehungen. Als Kustodin der Sammlung ist sie für die Vermittlung sammlungsbezogener Fähigkeiten in der Lehre ebenso zuständig wie für die Organisation von Sonderausstellungen. Auch den Umzug in den Jahren 2011/12 hat die organisiert. Neben der universitären Vermittlung ist Faltings in der ägyptologischen Öffentlichkeitsarbeit aktiv, wo sie häufig Vorträge hält. Daneben ist sie auch in der Anti-AKW-Bewegung sowie kulturell in einem Gospelchor aktiv.

## Publikationen (Auswahl)
- Die Keramik der Lebensmittelproduktion im Alten Reich. Ikonographie und Archäologie eines Gebrauchsartikels (= Studien zur Archäologie und Geschichte Altägyptens. Band 14). Heidelberger Orientverlag, Heidelberg 1998, ISBN 3-927552-32-1.